# Даєсс (Арканзас)
Даєсс (англ. Dyess) — місто (англ. town) в США, в окрузі Міссіссіппі штату Арканзас. Населення — 339 осіб (2020).

## Географія
Даєсс розташований на висоті 68 метрів над рівнем моря за координатами 35°35′22″ пн. ш. 90°12′48″ зх. д. / 35.58944° пн. ш. 90.21333° зх. д. (35.589377, -90.213333). За даними Бюро перепису населення США в 2010 році місто мало площу 2,50 км², уся площа — суходіл.

## Демографія
Згідно з переписом 2010 року, у місті мешкало 410 осіб у 138 домогосподарствах у складі 106 родин. Густота населення становила 164 особи/км². Було 160 помешкань (64/км²).
Расовий склад населення:
| - 84,1 % — білих - 1,2 % — чорних або афроамериканців - 12,4 % — осіб інших рас |

До двох чи більше рас належало 2,2 %. Іспаномовні складали 13,7 % від усіх жителів.
За віковим діапазоном населення розподілялося таким чином: 34,1 % — особи молодші 18 років, 58,1 % — особи у віці 18—64 років, 7,8 % — особи у віці 65 років та старші. Медіана віку мешканця становила 28,7 року. На 100 осіб жіночої статі у місті припадало 97,1 чоловіків; на 100 жінок у віці від 18 років та старших — 100,0 чоловіків також старших 18 років.
Середній дохід на одне домашнє господарство становив 50 080 доларів США (медіана — 42 250), а середній дохід на одну сім'ю — 56 699 доларів (медіана — 47 083). За межею бідності перебувало 26,4 % осіб, у тому числі 38,8 % дітей у віці до 18 років та 18,2 % осіб у віці 65 років та старших.
Цивільне працевлаштоване населення становило 126 осіб. Основні галузі зайнятості: виробництво — 26,2 %, освіта, охорона здоров'я та соціальна допомога — 17,5 %, сільське господарство, лісництво, риболовля — 14,3 %, роздрібна торгівля — 11,9 %.
За даними перепису населення 2000 року в Даєссі мешкало 515 осіб, 138 сімей, налічувалося 177 домашніх господарств і 204 житлових будинки. Середня густота населення становила близько 206 осіб на один квадратний кілометр. Расовий склад Даєсса за даними перепису розподілився таким чином: 90,10 % білих, 2,14 % — чорних або афроамериканців, 0,19 % — корінних американців, 0,19 % — азіатів, 0,39 % — представників змішаних рас, 6,99 % — інших народів. іспаномовні склали 9,51 % від усіх жителів містечка.
З 177 домашніх господарств в 49,7 % — виховували дітей віком до 18 років, 62,1 % представляли собою подружні пари, які спільно проживали, в 13,0 % сімей жінки проживали без чоловіків, 21,5 % не мали сімей. 19,8 % від загального числа сімей на момент перепису жили самостійно, при цьому 9,6 % склали самотні літні люди у віці 65 років та старше. Середній розмір домашнього господарства склав 2,91 особи, а середній розмір родини — 3,36 особи.
Населення містечка за віковим діапазоном за даними перепису 2000 року розподілилося таким чином: 31,5 % — жителі молодше 18 років, 9,7 % — між 18 і 24 роками, 34,8 % — від 25 до 44 років, 15,3 % — від 45 до 64 років і 8,7 % — у віці 65 років та старше. Середній вік мешканця склав 29 років. На кожні 100 жінок в Даєссі припадало 91,4 чоловіків, у віці від 18 років та старше — 86,8 чоловіків також старше 18 років.
Середній дохід на одне домашнє господарство в містечкі склав 25 000 доларів США, а середній дохід на одну сім'ю — 26 447 доларів. При цьому чоловіки мали середній дохід в 22 500 доларів США на рік проти 18 229 доларів середньорічного доходу у жінок. Дохід на душу населення в містечкі склав 11 047 доларів на рік. 25,3 % від усього числа сімей в населеному пункті і 25,1 % від усієї чисельності населення перебувало на момент перепису населення за межею бідності, при цьому 26,6 % з них були молодші 18 років і 37,7 % — у віці 65 років та старше.

## Галерея

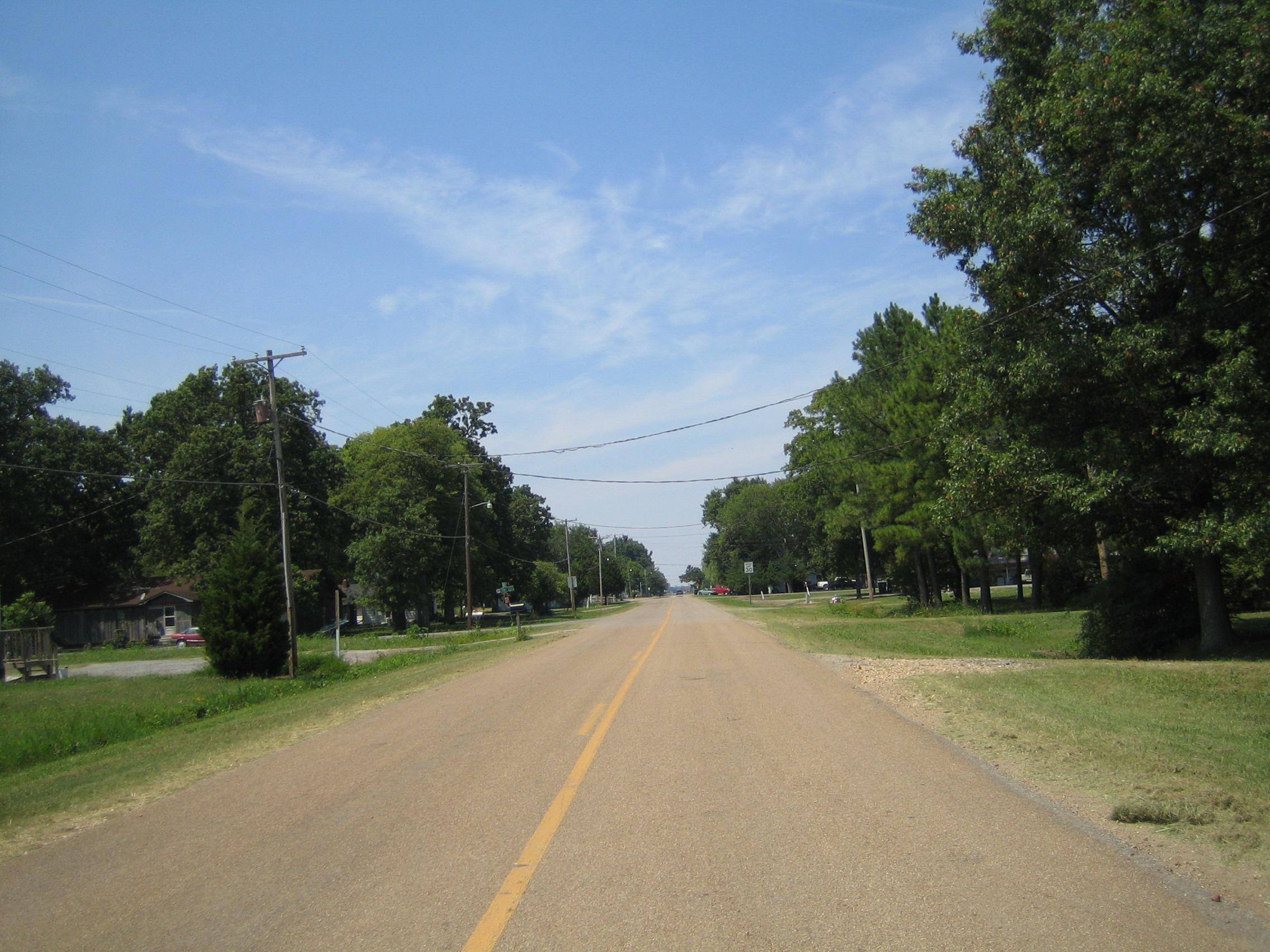
Центральна вулиця містечка
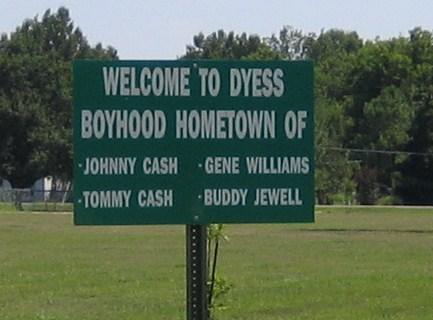
В'їзд в містечко